# بوشتدت
بوشتدت (به آلمانی: Beverstedt) یک شهر در آلمان است که در کوکسهاون واقع شده‌است. بوشتدت ۴٬۳۴۴ نفر جمعیت دارد.